# مارکوس روزنبرگ
مارکوس روزنبرگ (سوئدی: Nils Markus Rosenberg زادهٔ ۲۷ سپتامبر ۱۹۸۲) بازیکن فوتبال اهل سوئد است.

## تیم ملی
وی برای تیم ملی فوتبال سوئد ۳۳ بازی انجام داده و ۶ گل به ثمر رسانده‌است. پست تخصصی این بازیکن نیز، مهاجم است.